# 小齿野靛棵
小齿野靛棵（学名：Mananthes microdonta），为爵床科野靛棵属下的一个种。

## 扩展阅读
維基物種上的相關：小齿野靛棵